# 市道176号 (台湾)
市道176号（しどう176ごう）は、台南市七股区新山子寮から同市官田区を結ぶ、全長28.821kmの台湾の市道である。台17線と台19線と台19甲線のそれぞれと重複区間がある。

## 通過する自治体
- 台南市
  - 七股区
  - 佳里区
  - 麻豆区
  - 官田区

## 接続する道路
- 台61線（インターチェンジ）・市道173甲線
- 台17線
- 台17線
- 台19線
- 台19線
- 国道1号（インターチェンジ）
- 市道171号
- 台19甲線
- 台19甲線
- 市道171甲線
- 市道171号
- 台1線

## 施設
- 七股インターチェンジ
- 光復囯民小学校
- 龍山囯民小学校
- 七股囯民小学校
- 昭明囯民中学校
- 大文囯民小学校
- 佳里囯民中学校
- 麻豆インターチェンジ
- 曽文高級農工職業学校
- 葫蘆埤風景区
- 隆田国民小学校